# Шонівська сільська рада
Шонівська сільська́ ра́да (біл. Шаняўскі сельсавет) — адміністративно-територіальна одиниця у складі Пружанського району Берестейської області Білорусі. Адміністративний центр — село Шони.

## Склад
Населені пункти, що підпорядковувалися сільській раді станом на 2009 рік:
| Населений пункт | Тип   | Населення, осіб (2009) |
| --------------- | ----- | ---------------------- |
| Городечно       | село  | 146                    |
| Жабин           | село  | 72                     |
| Засимовичі      | село  | 69                     |
| Засіми          | село  | 1                      |
| Квасовщина      | хутір | 4                      |
| Клетне          | село  | 40                     |
| Козий Брод      | село  | 2                      |
| Котелки         | село  | 172                    |
| Либія           | село  | 18                     |
| Поддубно        | село  | 41                     |
| Прилутчина      | село  | 7                      |
| Середнє         | село  | 7                      |
| Сосновка        | село  | 55                     |
| Харки           | село  | 84                     |
| Хомно           | село  | 6                      |
| Чахець          | село  | 116                    |
| Шакуни          | село  | 14                     |
| Шони            | село  | 454                    |
| Шубичі          | село  | 64                     |

## Населення
За переписом населення Білорусі 2009 року чисельність населення сільської ради становила 1372 особи.

### Національність
Розподіл населення за рідною національністю за даними перепису 2009 року:
| Національність            | Осіб | Відсоток |
| ------------------------- | ---- | -------- |
| білоруси                  | 1206 | 87,90 %  |
| українці                  | 84   | 6,12 %   |
| росіяни                   | 60   | 4,37 %   |
| поляки                    | 16   | 1,17 %   |
| німці                     | 2    | 0,15 %   |
| татари                    | 1    | 0,07 %   |
| азербайджанці             | 1    | 0,07 %   |
| удмурти                   | 1    | 0,07 %   |
| національність не вказана | 1    | 0,07 %   |
| Разом                     | 1372 | 100 %    |